# Animal Crossing: Pocket Camp
Animal Crossing: Pocket Camp és un videojoc de simulació social freemium de la saga Animal Crossing, desenvolupat i publicat per Nintendo per als dispositius mòbils iOS i Android durant la tardor del 2017. En el joc el jugador pot interactuar amb un petit poble i els seus habitants, realitzant petites tasques, comerciant o decorant habitacions.
En un primer moment, és a dir, a principis de 2016, Nintendo va decidir que una de les seves sagues que portaria a la indústria del telèfon mòbil seria Animal Crossing, i amb data de llançament anterior a març de 2017, però va ser endarrerit per donar prioritat a Fire Emblem Heroes i a Super Mario Run. Finalment l'aplicació va sortir a Austràlia el 25 d'octubre de 2017 just quan es va realitzar una transmissió Nintendo Direct per presentar l'aplicació, però no va ser fins al 21 de novembre de 2017 quan va sortir a 41 països més. Aquest videojoc és el quart que Nintendo ha distribuït per als sistemes operatius d'iOS i Android.
La versió per a iOS ha rebut una mitjana de 74% a l'agregador de crítiques Metacritic, on s'aclama la simplicitat del joc i una bona manera de presentar la franquícia als novells, però també es critica la seva manca de profunditat com tenen altres entregues o la possibilitat de recórrer a microtransaccions.
El 21 d'agost de 2024 es confirma el tancament dels servidors d'Animal Crossing: Pocket Camp que es farà efectiu el dia 28 de novembre de 2024.